# 光石研
光石 研（みついし けん、1961年9月26日 - ）は、日本の俳優。福岡県北九州市八幡西区黒崎出身、鈍牛倶楽部所属。

## 来歴

### 役者として
高校在学中の1978年、16歳の時に友人に誘われて『博多っ子純情』のエキストラのオーディションを受けたところ、オーディション前日の喧嘩で眉を二針縫い絆創膏を貼っていたことから質問責めになり、喧嘩のまねや酔っ払いのまねをさせられるなどした結果、いきなり主役に抜擢されてデビュー。これがきっかけで俳優になる事を決意し高校卒業と同時に上京する。
上京から少し経った頃、デビュー作で世話になったプロデューサーに会う機会があり俳優になるため上京したことを伝えた。するとその人から、ちょうど撮影中だった映画『男はつらいよ』シリーズのある作品のエキストラとして運良く起用してもらえることになった。さらにその映像を見た業界人から連絡が入り、現在の所属事務所である鈍牛倶楽部を紹介してもらえた。
俳優になってからしばらくは安定した収入がなく、2時間ドラマの出演で食いつなぐ日々であった。メジャー作品に出演するのは事務所の先輩である緒形拳のバーター出演が多かったため、若手時代は「緒形拳さんに食わせてもらったようなもの」と話す。
転機となったのは30代半ばで、1996年に緒形が出演したピーター・グリーナウェイ監督の映画『ピーター・グリーナウェイの枕草子』に光石も出演する。それ以降は岩井俊二監督や青山真治監督といった新鋭の映画監督の作品に出演するようになる。1998年にテレンス・マリック監督の映画『シン・レッド・ライン』（第49回ベルリン国際映画祭金熊賞受賞作品）のオーディションに合格しハリウッドデビューを果たす。
2011年、『あぜ道のダンディ』でデビュー以来33年ぶりに映画主演を務める。
2019年、『デザイナー 渋井直人の休日』で俳優生活40年にして初の連続ドラマ単独主演を務める。
癖のある役からおっとりとした役まで、多様なキャラクターを演じられる名バイプレイヤーの1人とされる。2021年8月時点で140本以上の映画に出演。
2020年、新型コロナウイルス感染拡大の影響により苦境にあった、地元北九州市小倉北区の映画館『小倉昭和館』に寄付、同館は寄付を活用し、ウイルス対策を兼ね、2人1組で座れるテーブル付きソファーの座席を設置し『光石研シート』と命名、お披露目式では光石が「ぜひこのシートに座って映画を楽しんで」とビデオメッセージを寄せた。

## 人物

### 役者デビューまで
八幡西区黒崎の生まれ で、光石が子供の頃近くに筑豊炭田があったことから黒崎は炭鉱夫が遊びに来る繁華街だった。当時はサラリーマンから背中に彫り物をした強面のおじさんまで色々な業種の人が行き交っていたとのことで、光石は「子供ながらに見ていた黒崎の様々な人々の様子が現在の自分の演技に繋がっているのかも」と後に語っている。少年時代は、ザ・ドリフターズのギャグなどをよくモノマネしてはクラスメイトを笑わせていた。
高校2年生の1学期の終わり頃、連載中の漫画『博多っ子純情』の映画のエキストラ募集のチラシを友人が持ってきた。そこには「日当1万円で、撮影は夏休み中の3、4日間」と書かれており、当時の高校生にとって4万円はそこそこ大金だったことからお金欲しさに応募。選考前日オーディション参加を茶化した別のクラスメイトと殴り合いのケンカをし、まぶたの上を縫う怪我をしてしまう。当日絆創膏を貼ってオーディションに臨んだ所、審査員の一人から怪我の理由を尋ねられた。正直に同級生とケンカしたことを話すと、「じゃあ、その時の様子を演じてみてよ」と言われた。思い切って演じると動きが滑稽だったのか審査員たちに笑われたが、これがきっかけで主役に抜擢されることとなった。
撮影の間、光石は映画作りをするスタッフたちが大変そうだけど誰もが楽しそうに活き活きとしているのを目の当たりにした。撮影現場の熱気を感じながら役者という仕事を体験したことから、クランクアップの頃には「自分も将来はこの世界で働くんだ」と心に決めたとのこと。

### 不遇時代
30歳を過ぎたあたりから仕事が激減してスケジュール帳が空白の方が多くなり、「どんな仕事でもやります」とあちこちに頭を下げて回るなど数年間不安な日々が続いた。本人は後に「僕が若者から中年に差し掛かる頃で役者としてどういう方向に進むのか決めあぐねていた。その迷いが知らぬ間に演技に出てしまいオファーが減ってしまったのかも」と回想している。
この頃ちょうど国内ではバブル崩壊による不景気で映画業界も作品に制作費をかけられなくなった。しかし同時に青山真治や岩井俊二などの若手監督が斬新な映画を撮るようになった時期でもあり、幸いにも彼らの映画に出演できた光石は役者として新たな一歩を踏み出すきっかけとなった。
その中でも特に印象に残っている役として本人は、青山監督の『Helpless』の刑務所帰りのアウトロー役を挙げている。最初はどういう風に演じればいいか悩んだが、子供の頃に黒崎で見た強面のお兄さんたちを意識して精一杯演じた。するとこの演技が映像制作の人たちの目に留まり、それをきっかけに少しずつ仕事が増えていったとのこと。

### 『シン・レッド・ライン』について
『シン・レッド・ライン』のオーディションへの参加は、本人曰く「特にハリウッド映画進出を考えたわけではなく、アメリカ映画の撮影現場を間近で見てみたい」との思いから。実際の撮影では、光石はロケ地のオーストラリアに3週間ほど滞在した。海外の撮影現場のあらゆる物量の多さやきっちりとした撮影時の労働条件のシステムなど色々と驚かされたが、「日本もアメリカもスタッフが映画にかける情熱は同じで、どちらの現場も面白い」と語った。

### 私生活
- 東海大学付属第五高等学校卒業[18]。
- 現在は東京都在住。
- コーヒーにミルクを入れて飲む[19]。そのきっかけは光石が小学4年生の頃に、父が新日鉄を辞めて喫茶店を始めたから。しかし「自分が喋りたいのに、ずっと立って人の話ばっかり聞くのが俺には向かない」と3年で店を閉めたという[19]。
- 『俺達のノープラン×ドライブ』（福岡放送）2019年5月23日放送分では、共演者の松重豊と鈴木浩介が光石の実家に訪問すると[20]、光石の父が茶杓で抹茶をすくい茶碗に入れて、茶筅で抹茶を点てて本格的な作法でもてなした。松重や鈴木が、光石の出演した作品や芝居について父へ質問をするが、照れや恥ずかしさにより度々2人の会話を遮ったり、慌てる様子が放送された[21]。
- プライベートでは29歳の時に一般人の女性と結婚している[12]。結婚を機に横浜市の港北ニュータウンで暮らし始めたが、30歳あたりから先述の不遇時代に陥った。その後30代半ばに再出発を懸けて東京の下北沢に転居するとほどなくして仕事のオファーが再び増え始めたことから、光石は「下北沢は再浮上のきっかけを掴んだ思い出の街」としている[10]。
- 煙草をやめてからマラソンを始めるようになり、2017年、地元の北九州市で開催される第4回北九州マラソンにゲストランナーとして参加、フルマラソンを完走した[14][22]。

### エピソード
- 故郷の北九州市で1939年から営業を続けていた老舗映画館『小倉昭和館』を応援したいと、光石が2019年度に受賞した北九州市民文化賞の副賞30万円を同館に寄付、館主が「昭和館への応援の気持ちとして、光石さんからいただいた寄付と市民の皆さんからの寄付を、何か形に残るものにできないか」と考え、ペアシート「光石研シート」を設置、同映画館の開業記念日にあたる2020年8月20日から提供を開始していたが、同映画館のある旦過市場が2022年8月10日に同年2度目の大規模火災に見舞われた際、同映画館も全焼した[23]。
- 父は2025年現在91歳。地元ラジオ局でパーソナリティーをしている。地元で撮影した映画「逃げきれた夢」では親子共演している。

## 出演

### テレビドラマ

#### NHK
特記以外はNHK総合
- 大河ドラマ
  - 峠の群像（1982年） - 勝田武尭 役
  - 翔ぶが如く（1990年） - 土持政照 役
  - 武蔵 MUSASHI（2003年） - 吉岡伝七郎 役
  - 新選組!（2004年） - 伊藤軍兵衛 役
  - 義経（2005年） - 源仲綱 役
  - 風林火山（2007年） - 山本貞久 役
  - おんな城主 直虎（2017年） - 明智光秀 役
- 連続テレビ小説
  - おしん（1983年） - 定次 役
  - はね駒（1986年） - 花田賢作 役
  - ひまわり（1996年） - 阿部俊一 役
  - 瞳（2008年） - 北川行雄 役
  - ゲゲゲの女房（2010年） - 田中政史 役
  - ひよっこ（2017 - 2019年） - 福田五郎 役　
  - エール（2020年） - 関内安隆 役[24]
- 野のきよら山のきよらに光さす（1983年10月14日）
- ドラマ人間模様「羽田浦地図」（1984年）
- とっておきの青春（1988年）- 鈴木和男 役
- 土曜ドラマ
  - もう一つの家族（1994年）
  - Shrink-精神科医ヨワイ- 第3話（2024年9月14日予定） - 小山内正一 役
- 暴力教師（1996年） - 松本孝之 役
- 水の中の八月（1998年、ハイビジョン試験放送） - 坂本宏和 役
- 水曜ドラマシリーズ 翔ぶ男（1998年）
- 水曜ドラマの花束 走れノボセモン!（1999年）
- 日曜日は終わらない（1999年、ハイビジョン試験放送）
- ドラマDモード
  - 深く潜れ（2000年）
  - トトの世界～最後の野生児～（2001年）
- マッチポイント!（2000年） - 山田明 役
- フロンティアの森（2001年）
- 凍える牙（2001年） - 反町刑事 役
- 衛星ドラマ劇場 ビタミンF（5）「なぎさホテルにて」（2002年）- 岡村達也 役
- うきは〜少年たちの夏〜（2002年）- 村上徹 役
- 楽園のつくりかた（2003年）- 星野博史 役
- 川、いつか海へ 6つの愛の物語（2003年） - 岡村音吉 役
- クライマーズ・ハイ（2005年） - 田沢直人 役
- 風の来た道（2007年）- 成瀬勇三 役
- ハゲタカ（2007年） - 遠山鎌一郎 役
- 監査法人（2008年） - 田代淳吾 役
- わたしが子どもだったころ（2008年、BShi） - 鎌田實の父 役
- 七瀬ふたたび（2008年） - 佐倉尚吾 役
- とんび（2012年） - 小林編集長 役
- あっこと僕らが生きた夏（2012年） - 大宮哲夫 役
- 紙の月（2014年） - 梅澤正文 役[25]
- 奇跡の人（2016年、BSプレミアム）- 八袋さん 役[26][27][28]
- 北九州発地域ドラマ「GO!GO!フィルムタウン」（2017年、BSプレミアム） - 新藤司 役[29]
- 許さないという暴力について考えろ（2017年） - 飯田 役
- フェイクニュース あるいはどこか遠くの戦争の話（2018年） - 猿滑昇太 役
- オリガミの魔女と博士の四角い時間「仕立て屋のワンピース」（2019年、Eテレ）- 仕立て屋の主人 役
- となりのマサラ（2020年2月28日、NHK福岡） - 沢木英雄 役

#### 日本テレビ系
- 火曜サスペンス劇場
  - 偽りの心中（1985年） - タケシ 役
  - 冷たいのがお好き（1987年） - 北村徹 役
  - 女検事・霞夕子（1985年 - 1986年） - 桜木事務官 役、（1991年 - 1993年） - 松野事務官 役
  - 名無しの探偵
    - 5「殺意のデッサン」（1989年）- 石沢正一 役
    - 8「彼女の人生」（1992年）- 久保 役
    - 9「ガーベラの女」（1992年）- 隆 役

  - 京都金沢かぐや姫殺人事件（2004年） - 西川静真 役
- 刑事物語'85（1985年）
- 誇りの報酬 第16話「三河湾に哀歌をきいた」（1986年、東宝） - 土岡刑事 役
- 嫁・姑（1991年）
- 八月のラブソング（1996年、読売テレビ）
- お笑い金田一少年の事件簿（1997年） - 堤幸彦 役
- すいか（2003年） - 崎谷教授のけんか相手 役
- ふたつの祖国～東京・ソウル　愛と哀しみの絆（2005年） - 永尾文哉 役
- 喰いタン（2006年） - 清水久 役
- 火曜ドラマゴールド ミス・マープル3（2007年） - 飯塚文吉 役
- 2クール（2008年）
  - #4…同窓会（4月26日放送）
  - #7…つくし図書館（5月17日放送）
- 1ポンドの福音（2008年） - 三鷹秀夫 役
- あの日、僕らの命はトイレットペーパーよりも軽かった（2008年） - 松島勇 役
- 銭ゲバ（2009年） - 野々村保彦 役
- 赤鼻のセンセイ（2009年） - 権田俊郎 役
- Q10（2010年） - 深井武広 役
- ザ・ミュージックショウ（2011年） -  村瀬龍 役
- 妖怪人間ベム（2011年） - 畑山悟 役
- 車イスで僕は空を飛ぶ（2012年） -  井原卓夫 役
- 泣くな、はらちゃん（2013年） - 玉田工場長・たまちゃん 役
- 今日の日はさようなら（2013年） - 町田哲生 役
- 東京バンドワゴン〜下町大家族物語（2013年） - ケン 役
- 弱くても勝てます 〜青志先生とへっぽこ高校球児の野望〜（2014年） - 赤岩晴敏 役
- ど根性ガエル（2015年） - 梅さん 役
- フランケンシュタインの恋（2017年） - 稲庭恵治郎 役[30]
- トドメの接吻（2018年） - 堂島旺 役[31]
- トーキョーエイリアンブラザーズ 第1話（2018年7月23日） - 酔っ払いのサラリーマン 役
- 博多弁の女の子はかわいいと思いませんか?（2019年7月19日、FBS福岡放送） - 内藤先生 役[32]
- ブラック校則（2019年） - 井上外志雄 役
- でっけぇ風呂場で待ってます（2021年）- 光石研（本人） 役
- ダマせない男（2022年）- 前原ゴードン大輝 役[33]
- 探偵が早すぎる～春のトリック返し祭り～ 最終話（2022年6月16日、読売テレビ・日本テレビ）[34]
- 金田一少年の事件簿 第1話（2022年） - 的場勇一郎 役[35]
- ZIP! 朝ドラマ「泳げ!ニシキゴイ」（2022年7月19日 - 9月16日） - 渡辺政夫 役[36]
- だが、情熱はある（2023年4月9日 - 6月25日） - 若林徳義 役[37]
- こっち向いてよ向井くん 第7話（2023年8月23日） - 向井隆 役[38]
- ゼイチョー〜『払えない』にはワケがある〜（2023年10月14日 - 12月23日） - 橘勝 役[39]
- アンサンブル（2025年1月18日 - 3月22日） - 真戸原和夫 役[40]

#### TBS系
- 消防官物語・風に立て（1981年 - 1982年） - 山川研 役
- メチャン子・ミッキー（1982年） - 新米巡査 役
- 幸福の黄色いハンカチ（1982年）- 大沢弘美 役
- スチュワーデス物語（1983年 - 1984年） - 江原三郎 役
- 俺のバージンロード（1984年3月18日） - 村田秀雄 役
- 子供が見てるでしょ!（1985年） - 村井貴志 役
- 源義経（1990年）
- 忠臣蔵（1990年） - 勝田武尭 役
- 名探偵・金田一耕助シリーズ
  - 悪魔の手毬唄（1990年） - 乾刑事 役
  - 病院坂の首縊りの家（1992年） - 本條直吉 役
  - 黒い羽根の呪い（1996年）- 里見巡査 役
  - 獄門島（1997年） - 清水巡査 役
- 塀の中のプレイボール（1991年） - 今野浩 役
- 課長たちの島（1992年）
- RUN（1993年）
- 子どもが消えた日（1994年）
- ひとさらい（1995年）
- 月曜ドラマスペシャル 税務調査官・窓際太郎の事件簿1（1997年）
- 織田信長 天下を取ったバカ（1998年） ‐ 佐久間信盛 役
- ケイゾク（1999年） - 下平邦彦 役
- QUIZ（2000年） - 柴崎正宗 役
- JUDGE CAFE（2001年、BS-TBS）
- A side B（2001年、BS-TBS）
- きみはペット（2003年） - 星野茂 役
- さとうきび畑の唄（2003年）衛兵 役
- 末っ子長男姉三人（2003年） - 米山秀一 役
- 月曜ミステリー劇場
  - 第三の時効3（2003年） - 氏家忠宏 役
  - 財務捜査官 雨宮瑠璃子1（2004年） - 下田敏夫 役
- 3年B組金八先生 （2004年 - 2005年） - 稲葉浩志 役
- ねじれた絆〜赤ちゃん取り違え事件の真実〜（2004年） - 丸山事務長 役
- 広島 昭和20年8月6日（2005年） - 衛兵 役
- 輪舞曲（2006年） - 牛山紀夫 役
- Tomorrow〜陽はまたのぼる〜（2008年） - 小倉雅夫 役
- SCANDAL（2008年） - 河合雄一 役
- MR.BRAIN（2009年） - 相沢義之 役
- 深夜食堂（2009年） - 野口刑事 役
- 女タクシードライバーの事件日誌4（2009年） - 中井幸雄 役
- GM〜踊れドクター（2010年） - 井上洋介 役
- もう一度君に、プロポーズ（2012年） - 水嶋哲夫 役
- 黒の女教師（2012年） - 堀田学 役
- 鶴瓶のスジナシ!（2012年）♯322「ナターシャのバカヤロー」
- 潜入探偵トカゲ（2013年） - 織部道男 役
- 変身インタビュアーの憂鬱（2013年） - 安藤征一郎 役
- こうのとりのゆりかご〜「赤ちゃんポスト」の6年間と救われた92の命の未来〜（2013年） - 内藤茂 役
- 夜のせんせい（2014年） - 砂川誠 役
- おやじの背中（2014年） - 小泉金一 役
- Nのために（2014年） - 杉下晋 役
- ウロボロス〜この愛こそ、正義。（2015年） - 日比野圀彦 役
- シメシ（2015年） - 前岳壮太 役
- このミステリーがすごい! ベストセラー作家からの挑戦状「ポセイドンの罰」（2015年） - 斎藤久志 役
- 悪党たちは千里を走る（2016年） - 根津一久 役
- 砂の塔〜知りすぎた隣人（2016年） - 荒又秀美 役[41]
- わにとかげきす（2017年） - ホームレスのオヤジ 役
- 陸王（2017年） - 有村融 役
- インハンド（2019年） - 網野肇 役[42]
- 死にたい夜にかぎって（2020年） - 浩史の父 役
- 私の家政夫ナギサさん（2020年） - 相原茂 役[43]
- 最愛（2021年） - 朝宮達雄 役[44]
- 帰らないおじさん（2022年、BS-TBS） - 主演・星さん 役[45]

#### フジテレビ系
- ただいま放課後（1980年 - 1981年） - 北代 役
- 現代怪奇サスペンス「誘惑〜京都嵯峨野」（1986年）
- ポケットに手を入れるな！（1986年） - 邦彦 役
- 大岡政談 魔像（1989年） - 幸吉 役
- DRAMADAS（関西テレビ）
  - カプセルマン（1990年） - 主演・添田満 役
  - 悶絶!電脳固め（1990年） - 主演・大友直人 役
- 伊豆大島・霧の夜-満員御礼死体ペンション（1991年、関西テレビ）
- 恐怖配達人-小池真理子サスペンス「寄生虫」（1992年、関西テレビ）
- La cuisine
  - GHOST SOUP（1992年） - 坂田一等兵 役
  - 親子丼（1992年）
- 世にも奇妙な物語
  - 第1シリーズ「ざしきわらし」（1991年）
  - 第1シリーズ「そこではお静かに」（1991年）
  - 第2シリーズ「似顔絵の女」（1992年） - 阿部浩司 役
  - 冬の特別編 - 第253話「ルナティック・ラヴ」（1994年） - 警官 役
  - 秋の特別編「のどが渇く」（1996年）
  - 秋の特別編「自殺者リサイクル法」（2009年）
- その木戸を通って（1993年･2008年に劇場公開） - 斉藤孫七 役
- 打ち上げ花火、下から見るか? 横から見るか?（1993年、「if もしも」） - 教師 役
- ギフト（1997年） - 栗原順一 役
- 御家人斬九郎
  - 第2シリーズ 第2話「居残り」（1997年） - 玉木楼の奉公人 役
  - 第5シリーズ 第7話「母の夢」（2002年） - 倉林平八 役
- 踊る大捜査線（1998年） - 亀川プロデューサー 役
- 踊る大捜査線 秋の犯罪撲滅スペシャル - 渡瀬刑事 役
- こいまち（1999年） - 池田康夫 役
- 傷だらけの女（1999年） - 平塚マネージャー 役
- ガーデンデザイナー・春川さくら 月下美人の殺意（2000年） - 笹森宗一 役
- HERO（2001年） - 薮原刑事 役
- ホーム&アウェイ（2002年） - 八雲博康 役
- バベル〜The Tower of Babel〜（2002年、BSフジ） - 立花大介 役
- Dr.コトー診療所（2004年 - 2006年） - 小沢信二 役
- 1242kHz こちらニッポン放送（2005年） - 梅田稔 役
- 飛鳥へ、そしてまだ見ぬ子へ（2005年） - 丸居医師 役
- 劇団演技者。（2006年） - 石田教官 役
- ヒミツの花園（2007年） - 国際テレビのドラマプロデューサー 役
- 無理な恋愛（2008年） - 広田裕次郎 役
- BOSS（2009年 - 2011年） - 丹波博久 役
- 逃亡弁護士（2010年）- 長谷部秀一 役
- 流れ星（2010年） - 白井店長 役
- 美しい隣人（2011年） - 瀧野克也 役
- ハングリー!（2012年） - カップル 役
- 未来日記-ANOTHER:WORLD-（2012年） - 星野九郎 役
- ストロベリーナイト アフター・ザ・インビジブルレイン「アンダーカヴァー」（2013年） - 土井康彦 役
- 東京にオリンピックを呼んだ男（2014年） - 清川正二 役
- ようこそ、わが家へ（2015年） - 清水 役
- サイレーン 刑事×彼女×完全悪女（2015年） - 渡公平 役
- ON 異常犯罪捜査官・藤堂比奈子（2016年） - 早坂雅臣 役[46]
- 道子とキライちゃんの相談室 第1話（2017年1月12日〈11日深夜〉） - 中年のオヤジ 役[47]
- 教場シリーズ - 平田国明 役[48]
  - 教場（2020年）
  - 教場II（2021年）
- U-NEXT presents 「あと3回、君に会える」（2020年） - 玉木和志 役[49]
- 姉ちゃんの恋人（2020年10月27日 - 12月22日） - 川上菊雄 役[50]
- 映画の街・北九州（2021年、北九州市とTNCテレビ西日本の共同制作） - 主演・井上賢一 役
- 純愛ディソナンス（2022年7月14日 - 9月22日）- 碓井賢治 役[51][52]
- 春になったら（2024年1月15日 - 3月25日） - 阿波野弘 役[53]
- Re:リベンジ-欲望の果てに-（2024年4月11日 - 6月20日） - 天堂智信 役[54]
- 秘密〜THE TOP SECRET〜 第1話（2025年1月20日、関西テレビ） - 露口浩一 役[55]
- 僕達はまだその星の校則を知らない（2025年7月14日 - 、関西テレビ） - 白鳥誠司 役[56]

#### テレビ朝日系
- 土曜ワイド劇場
  - 迷探偵記者羽鳥雄太郎と駆け出し女刑事シリーズ（1985年 - 1986年）
  - カルチャースクール連続殺人事件（1987年）
  - 九州婚約旅行殺人事件（1988年）
  - 消えた身代金（1994年）
  - 神父・草場一平の推理2（2005年） - 古屋典明 役
  - 遺品の声を聴く男（2009年 - ） - 佐伯猛 役
  - アナザーフェイス〜刑事総務課・大友鉄〜（2012年） - 内海貴義 役
- 訃報は午後2時に届く（1984年）
- 女ふたり捜査官（1986年） - 刑事 役
- 六本木ダンディーおみやさん（1987年） - 安田義夫 役
- ザ・刑事（1990年） - 栗田博一 役
- 赤かぶ検事の逆転法廷（1992年） - 天津銀次郎 役
- 女検事の捜査ファイル（1993年） - 小杉敏夫 役
- ココだけの話（2001年）
- TRICK2（2002年） - 瀧山 役
- サトラレ（2002年） - 工藤和彦 役
- 三匹が斬る!（2002年） - すっぽん 役
- 7人の女弁護士（2006年） - 辰巳良介 役
- 下北サンデーズ（2006年） - 赤坂長寿庵 役
- 時効警察シリーズ - 諸沢鑑識官 役
  - 時効警察（2006年）
  - 帰ってきた時効警察（2007年）
  - 時効警察はじめました（2019年）
- 彼女との正しい遊び方（2007年） - 住田昌幸 役
- アンタッチャブル〜事件記者・鳴海遼子〜（2009年） - 西園寺亘 役
- バーテンダー（2011年） - 三橋順次 役
- ジウ 警視庁特殊犯捜査係（2011年） - 小野茂夫 役
- 13歳のハローワーク（2012年） - 酒井敏之 役
- オリンピックの身代金（2013年） - 宮下大吉 役
- 松本清張ドラマスペシャル・三億円事件（2014年） - 佐竹 役
- みをつくし料理帖（2014年） - 富三 役
- アイムホーム（2015年） - 轟春木 役
- エイジハラスメント（2015年） - 小森芳樹 役
- 遺産争族（2015年） ‐ 佐藤肇 役
- 不機嫌な果実（2016年） - 津久井哲史 役[57]
- 未解決の女 警視庁文書捜査官 - 川奈部孝史 役
  - Season1（2018年4月19日 - 6月7日）[58]
  - SP（2019年4月28日）[59]
  - Season2（2020年） - 第1話の回想
- ハゲタカ（2018年） - 中延五朗 役
- 乱反射（2018年） - 上村育夫 役
- 私刑人〜正義の証明（2020年2月9日） - 藤谷剛 役[60]
- にじいろカルテ（2021年） - 霧ケ谷桂 役[61]
- 桜の塔（2021年） - 吉永晴樹 役[62]
- コタローは1人暮らし（2021年） - 鈴野牧男 役[63]
  - 花輪せんせいは半人前!? 特別編（2021年）[64]
  - 帰ってきたぞよ!コタローは1人暮らし（2023年）[65]
- 鹿楓堂よついろ日和（2022年） - 北沢青爾 役
- 六本木クラス（2022年7月7日 - ） - 宮部信二 役[66]
- ボーイフレンド降臨!（2022年10月15日 - 12月17日） - 青柳有造 役[67]
- 星降る夜に（2023年1月17日 - 3月14日） - 麻呂川三平 役[68]
- 南くんが恋人!?（2024年7月16日 - 9月10日） - 山高善三 役[69]
- 大追跡〜警視庁SSBC強行犯係〜（2025年7月9日 - ） - 葛原茂 役[70]

#### テレビ東京系
- 花の生涯 井伊大老と桜田門（1988年） - つる松 役
- 奥様レンジャー（2003年） - 月島正次郎 役
- 女と愛とミステリー・水曜ミステリー9
  - 日本一周“旅号”殺人事件（2003年） - 福原雅樹 役
  - 特捜刑事・遠山怜子2（2004年） - 大木一夫 役
  - 永遠の時効（2014年） - 楠見正俊 役
- D×TOWN第1弾「スパイダーズなう」（2012年） - シゲオ 役
- バイプレイヤーズシリーズ - 主演・光石研（本人） 役
  - バイプレイヤーズ 〜もしも6人の名脇役がシェアハウスで暮らしたら〜（2017年1月 - 4月） - （6人での複数主演）[71]
  - バイプレイヤーズ 〜もしも名脇役がテレ東朝ドラで無人島生活したら〜（2018年2月 - 3月） - （5人での複数主演）
  - バイプレイヤーズ～名脇役の森の100日間～（2021年） - （4人での複数主演）[72]
- 下北沢ダイハード（2017年） - 主演・光石研（本人） 役
- 娘の結婚（2018年1月8日） - 古市敏之 役
- デザイナー 渋井直人の休日（2019年） - 主演・渋井直人 役[73]
- 病院の治しかた〜ドクター有原の挑戦〜（2020年） - 有原健次郎 役[74]
- 女子グルメバーガー部 第12話=最終話（2020年） - 吉田 役[75]
- 珈琲いかがでしょう（2021年） - たこ 役[76]
- 大川と小川の時短捜査（2022年9月12日） - 柳田賢二 役
  - 大川と小川の休日捜査（2024年9月30日）[77]
- 弁護士ソドム（2023年） - 曽我一馬 役[78]
- 闇バイト家族（2024年） - 小川健三 役[79]
- 錦糸町パラダイス〜渋谷から一本〜（2024年） - かおる 役[80]
- 孤独のグルメ2024大晦日スペシャル 太平洋から日本海 五郎、北へ あの人たちの所まで。（2024年12月31日） - 梶原俊幸 役[81]
- 失踪人捜索班 消えた真実（2025年） - 羽鳥文夫役[82]

#### WOWOW
- WOWOW開局10周年記念プライムサスペンス-カノン（2002年） - 小牧和夫 役
- 春、バーニーズで（2006年）
- ママは昔パパだった（2009年）- 菊池弁護士 役
- 下町ロケット（2011年） - 津野薫 役
- 推定有罪（2012年3月25日 - 4月22日） - 鈴木則之 役
- レディ・ジョーカー（2013年） - 杉原武郎 役
- ネオ・ウルトラQ（2013年） - ヤマグチ 役
- パンとスープとネコ日和（2013年） - ヤマダ 役
- スケープゴート（2015年） - 樋口大悟 役[83]
- しんがり 山一證券 最後の聖戦 （2015年9月20日 - 10月25日）- 片瀬浩文 役
- 山のトムさん（2015年12月26日） - ゲン 役[84]
- コールドケース〜真実の扉〜（2016年） - 金子徹 役[85]
  - コールドケース２〜真実の扉〜（2018年）
  - コールドケース３〜真実の扉〜（2020年）[86]
- コートダジュールNﾟ10 WOWOW版 第5話「白鳥ダンスアカデミー」（2017年12月18日）- 後藤ひろし 役[87]
- 監査役 野崎修平（2018年）- 柳沢秋保 役
  - 頭取 野崎修平（2020年）
- 坂の途中の家（2019年） - 山咲和彦 役
- そして、生きる（2019年） - 生田和孝 役[88]
- トップリーグ（2019年） - 柴田義和 役[89]
- ペンションメッツァ「むかしの男」（2021年） - コマちゃん 役[90][91]
- 杉咲花の撮休 第4話「リリー」（2023年） - 警官 役[92]
- フェンス（2023年） - 東諭吉 役[93]
- ああ、ラブホテル 〜秘密〜 第5話「愛しき隣人」（2023年） - テツ 役[94]
- 白暮のクロニクル（2024年3月1日 - 5月17日） - 久保園幹也 役[95]
- 月刊 松坂桃李「ダンディ・ボーイ。」（2024年11月17日） - 野澤組の組長 役[96]
- 怪物（2025年7月6日 - ） - 森平三郎 役[97]
- 塀の中の美容室（2025年8月22日〈予定〉 - 、WOWOW） - 保坂一路 役[98]

### 映画

#### 1970 - 1980年代
- 博多っ子純情（1978年） - 主演・郷六平 役、デビュー作
- 男はつらいよシリーズ
  - 男はつらいよ 寅次郎ハイビスカスの花（1980年） - 上州のアベックの男 役
  - 男はつらいよ 寅次郎かもめ歌（1980年） - 生徒 役
  - 男はつらいよ 花も嵐も寅次郎（1982年） - 助手 役
  - 男はつらいよ 柴又より愛をこめて（1985年） - 青年B 役
- セーラー服と機関銃（1981年） - 高校生トリオ・周平 役
  - 映画で共演していた柳沢慎吾、岡竜也らと「ひょうたん三銃士(ひょうたんトリオ)」という3人グループを結成、薬師丸ひろ子応援歌『SENSATIONAL HIROKO』というシングルレコードを映画のキャンペーンの一環で発売した。映画公開当時には3人が出演するPV映像も作られ映画本編が上映される前に映画館のスクリーンでも流された。
- 近頃なぜかチャールストン（1981年） - 襲われる男 役
- ブルージーンズ メモリー（1981年）  - 若者1 役
- BLOW THE NIGHT!夜をぶっとばせ（1983年）
- いとしのラハイナ（1983年） - 阪東宗左衛門 役
- OKINAWAN BOYS オキナワの少年（1983年） - 大原 役
- 泰造（1985年） - 角良孝 役
- 瀬降り物語（1985年、東映、監督：中島貞夫） - ジロー 役
- 童貞物語（1986年） - 大黒屋健太 役
- キネマの天地（1986年） - 生田キャメラマン助手 役
- 極道の妻たちII（1987年） - 四代目重宗組構成員 由木謙次郎（ジロ） 役
- 吉原炎上（1987年） - 冒頭の巡査 役で緒形拳と共演
- スターダスト・ストーリー 星砂物語（1987年）
- …これから物語 〜少年たちのブルース〜（1988年） - 松沢 役
- 肉体の門（1988年） - サブ 役
- パンダ物語（1988年） - 吉岡達也 役
- バカヤロー!2 幸せになりたい。（1989年） - 近代化センター男 役
- 潤の街（1989年）- 誠 役

#### 1990年代
- 遺産相続（1990年） - 寿司松の出前持ち 役
- 陽炎（1991年） - 警官 役
- 妖怪ハンター ヒルコ（1991年） - 発掘員 役
- 就職戦線異状なし（1991年） - 川原 役
- 咬みつきたい（1991年） - 立花 役
- ひき逃げファミリー（1992年） - 村田 役
- FRIED DRAGON FISH（1993年、劇場公開は1996年） - 桐生 役（デルタ・ワークス・ジャパン社員）
- 国会へ行こう!（1993年） - 杉本浩 役
- 打ち上げ花火、下から見るか? 横から見るか?（1993年、劇場公開は1995年） - 教師 役
- さまよえる脳髄（1993年） - 木村 役
- とられてたまるか!?（1994年） - 向井川 役
- 勝手に死なせて!（1995年） - 友彦 役
- Love Letter（1995年） - 阿部粕 役
- 難波金融伝 ミナミの帝王 劇場版パートⅧ（1996年） - 早川 役
- Helpless（1996年） - 松村安男 役
- スワロウテイル（1996年） - パンク男 役
- チンピラ（1996年） - 柳譲二 役
- ピーター・グリーナウェイの枕草子（1996年、日本公開は1997年） - 夫 役
- プロゴルファー織部金次郎4 シャンクシャンクシャンク（1997年） - 秋内繁城 役
- WiLd LIFe jump into the dark（1997年） - 水口邦夫 役
- うなぎ（1997年） - 釣りをしている男 役
- HAPPY PEOPLE（1997年） - 金本 役
- 四月物語（1998年） - サラリーマン風の男 役
- 秘祭（1998年）
- OPEN HOUSE（1998年） - 不動産会社の男・後藤 役
- TOKYO EYES（1998年） - ビデオショップの客 役
- シン・レッド・ライン（1998年、日本公開は1999年） - 日本軍将校 役
- のど自慢（1999年） - 足立 役
- 報復 REVENGE（1999年） - 田上 役
- シェイディー・グローヴ（1999年） - ナツイシ 役
- あつもの（1999年） - 警官 役
- なで肩の狐（1999年） - 谷口 役

#### 2000年代
- オーディション（2000年） - ディレクター 役
- ひまわり（2000年） - 斎藤幸夫 役
- ホワイトアウト（2000年） - 警察官 役
- 五条霊戦記 GOJOE（2000年） - 聖 役
- カオス（2000年） - 小宮山隆幸 役
- ちんちろまい（2000年） - ディレクター 役
- 独立少年合唱団（2000年） - 柳田寛 役
- KOROSHI 殺し（2000年） - 小松公雄 役
- EUREKA ユリイカ（2001年） - シゲオ 役
- 火垂（2001年） - あやこの父 役
- エコエコアザラク（2001年） - 精神科医・田上 役
- 贅沢な骨（2001年） - 医師 役
- Reset リセット～飛びたい人々（2001年） - コート姿の男 役
- まぶだち（2001年） - 神津ヨシユキ 役
- ハッシュ!（2001年） - 栗田勝治 役
- 害虫（2002年） - 携帯電話の男 役
- おぎゃあ。（2002年） - 郵便屋さん・卓坊 役
- KT（2002年） - 柳春成 役
- ロスト・メモリーズ（2002年、日本公開は2004年） - 英世 役
- 新・刑事まつり 一発大逆転「リハビリ刑事」（2003年） - 主人公・リハビリ中のリハビリ刑事 役
- アイノカラダ（2003年） - プロデューサー・小柴 役
- BORDER LINE（2003年） - 宮路大輔 役
- DEAD END RUN（2003年） - 刑事 役
- 海流から遠く離れて（2003年） - 主人公 役
- わたしのグランパ（2003年） - チンピラのカジ 役
- この世の外へ クラブ進駐軍（2004年） - 傷痍軍人 役
- ジャンプ（2004年） - 松永 役
- 風音（2004年） - 島崎久秋 役
- ユダ（2004年） - 主人公の私・ルポライター 役
- レディ・ジョーカー（2004年） - 青柳誠一 役
- オボエテイル（2005年、公開2011年1月）
- パッチギ!（2005年） - 布川先生 役
- 帰郷（2005年） - 山岡 役
- 亡国のイージス（2005年） - 若狭祥司 役
- スクラップ・ヘブン（2005年） - 嶋田係長 役
- 鍵がない（2005年） - バスの運転手 役
- ジーナK（2005年） - 宮本兼吾 役
- パセリ（2005年） - 友引修二 役
- ブラックキス（2006年） - 刑事B 役
- 雨の町（2006年） - 並木編集長 役
- LIMIT OF LOVE 海猿（2006年） - 海上保安官 役
- 46億年の恋（2006年） - 看守 役
- 陽気なギャングが地球を回す（2006年） - 朝倉 役
- colors（2006年） - 稔 役
- ユビサキから世界を（2006年） - リンネの父 役
- シュガー&スパイス 風味絶佳（2006年） - 山下情 役
- パビリオン山椒魚（2006年） - 香川守弘 役
- キャッチボール屋（2006年） - カープ帽の男 役
- 紀子の食卓（2006年） - 島原徹三 役
- サンクチュアリ（2006年） - アキの夫 役
- ありがとう（2006年） - 中山清 役
- 無花果の顔（2006年） - 母の弟 役
- インビジブル・ウェーブ（2006年、日本公開は2007年） - 謎の男リザード 役
- バウムクーヘン（2007年） - コンビニ店員 役
- 刺青 堕ちた女郎蜘蛛（2007年） - 神崎 役
- それでもボクはやってない（2007年） - 佐田満 役
- エクステ（2007年） - 刑事 役
- 松ヶ根乱射事件（2007年） - 刑事 役
- キトキト!（2007年） - 佐川隆 役
- 東京タワー 〜オカンとボクと、時々、オトン〜（2007年） - 小料理屋の客 役
- 怪談（2007年） - 勘蔵 役
- サッド ヴァケイション（2007年） - 茂雄 役
- ボーイ・ミーツ・プサン（2007年） - イガラシ／チャン 役
- こおろぎ（2007年） - 不動産屋 役
- めがね（2007年） - ユージ 役
- 観察 永遠に君を見つめて（2007年） - 美津野幸雄 役
- Little DJ〜小さな恋の物語（2007年） - 結城道夫 役
- 悪夢探偵2（2008年） - 影沼滝夫 役
- 歓喜の歌（2008年） - 五十嵐恒夫 役
- 砂の影（2008年） - アパートの大家 役
- 奈緒子（2008年） - 篠宮隆文 役
- Sweet Rain 死神の精度（2008年） - 藤田敏之 役
- パーク アンド ラブホテル（2008年） - 吉岡経 役
- DIVE!! ダイブ（2008年6月） - 富士谷敬介 役
- TO THE FUTURE（2008年7月、朝日放送新社屋完成記念 ショートフィルムフェスティバルにて上映）
- TOKYO!『インテリア・デザイン』（2008年8月） - 不動産屋 役
- 20世紀少年 映画シリーズ  - ヤマさん（山崎） 役
  - 20世紀少年 第1章（2008年8月）
  - 20世紀少年 第2章 最後の希望（2009年）
  - 20世紀少年 最終章 ぼくらの旗（2009年）
- フライング☆ラビッツ（2008年9月） - 花岡周一 役
- ひゃくはち（2008年） - 雅人の父 役
- コドモのコドモ（2008年9月） - ヒロユキの父 役
- 感染列島（2009年1月） - 神倉章介 役
- おっぱいバレー（2009年） - 戸畑第三中学校教頭 役
- カイジ 人生逆転ゲーム（2009年） - 石田光司 役
- なくもんか（2009年） - 加々美昌弘 役
- ウルルの森の物語（2009年） - 長谷部一哉 役
- ヴィヨンの妻 〜桜桃とタンポポ〜（2009年） - 交番の巡査 役

#### 2010年代
- 猿ロック THE MOVIE（2010年） - 藤山 役
- カケラ（2010年） - 坂田昭吾 役
- ヒーローショー（2010年） - 長谷川 役
- 悪人（2010年） - 矢島憲夫 役
- nude（2010年） - 榎本 役
- 十三人の刺客（2010年） - 浅川十太夫 役
- ヘヴンズ ストーリー（2010年） - シオヤ 役
- マザーウォーター（2010年） - オトメ 役
- 信さん・炭坑町のセレナーデ（2010年） - 中岡大輔 役
- 酔いがさめたら、うちに帰ろう。（2010年） - 鬼頭 役
- 毎日かあさん（2011年） - サイバラ兄 役
- 太平洋の奇跡 -フォックスと呼ばれた男-（2011年） - 永田少尉 役
- 紙風船「あの星はいつ現はれるか」（2011年） - 絵ノ葉の父 役
- 岳-ガク-（2011年） - 梶一郎 役
- あぜ道のダンディ（2011年） - 主演・宮田淳一 役
- 東京オアシス（2011年） - 動物園のバイトの面接担当者 役
- シャッフル（2011年） - 行定刑事部長 役
- カイジ2 人生奪回ゲーム（2011年） - 石田光司 役
- ヒミズ（2012年） - 住田の父 役
- しあわせのパン（2012年） - 未久のパパ 役
- 東京プレイボーイクラブ（2012年） - 成吉 役
- レンタネコ（2012年） - 吉田 役
- LOVE まさお君が行く!（2012年6月23日） - テレビディレクター・河原 役
- アウトレイジ シリーズ  - 五味英二郎 役
  - アウトレイジ ビヨンド（2012年）
  - アウトレイジ 最終章（2017年）
- ニュータウンの青春（2012年） - ラーメン屋の店主 役
- 恋する歯車（2013年） - 曽根隆三 役
- 脳男（2013年） - 黒田雄高 役
- はじまりのみち（2013年） - 庄平 役
- ガッチャマン（2013年） - カークランド博士 役
- 共喰い（2013年） - 円 役
- 家路（2014年3月1日） - 飯島伸明 役
- WOOD JOB! 〜神去なあなあ日常〜（2014年5月10日） - 中村清一 役
- 闇金ウシジマくん Part2（2014年5月16日） - 熊倉のアニキ 役
- FORMA（2014年8月16日） - 金城利隆 役
- バンクーバーの朝日（2014年） - 井上安五郎 役
- ジョーカー・ゲーム（2015年1月31日、東宝） - 笹原大佐 役[99]
- 映画 深夜食堂（2015年1月31日） - 野口 役
  - 続・深夜食堂（2016年） - 野口刑事 役
- 破れたハートを売り物に「ヤキマ・カナットによろしく」（2015年2月28日） - ジョー 役
- 愛の小さな歴史（2015年5月9日） - 執行大悟 役
- お盆の弟（2015年7月25日） - マサル 役[100]
- 天空の蜂（2015年9月12日）[101] - 佐久間課長（福井県消防課） 役
- 恋人たち（2015年11月14日） [102] - 藤田弘 役
- 無伴奏（2016年3月26日） - 野間幸一 役
- 夏美のホタル（2016年6月11日） - 恵三 役[103]
- 森山中教習所（2016年7月9日） - 中島重臣 役
- シン・ゴジラ（2016年7月29日） - 小塚知事（東京都） 役[104][6]
- オケ老人!（2016年11月11日） - 大沢義郎 役
- 海賊とよばれた男（2016年12月10日） - 国岡万亀男 役[105]
- 14の夜（2016年12月24日） - タカシの父 役[106]
- 彼女の人生は間違いじゃない（2017年7月15日） - 修 役
- 散歩する侵略者（2017年9月9日） - 鈴木 役
- おじいちゃん、死んじゃったって。（2017年11月4日） - 春野清二 役
- 南瓜とマヨネーズ（2017年11月11日） - 安原 役
- 悪と仮面のルール（2018年1月13日） - 榊原 役[107]
- モリのいる場所（2018年5月19日） - 雲水館の主人・朝比奈 役
- 羊と鋼の森（2018年6月8日） - 秋野匡史 役[108]
- 君が君で君だ（2018年7月7日） - タクシーの運転手 役（特別出演）
- 教誨師（2018年10月6日） - 吉田睦夫 役
- ザ・ファブル（2019年6月21日） - 浜田 役
- いちごの唄（2019年7月5日） - コウタの父 役[109]
- 任侠学園（2019年9月27日） - 小日向泰造 役[110]
- 蜜蜂と遠雷（2019年10月4日） - 菱沼忠明 役[111]
- ブラック校則（2019年11月1日） - 井上外志雄 役[112]
- わたしは光をにぎっている（2019年11月15日） - 三沢京介 役[113]
- “隠れビッチ”やってました。（2019年12月6日） - 荒井雄二 役

#### 2020年代
- 青くて痛くて脆い（2020年8月28日） - 大橋 役[114]
- 喜劇 愛妻物語（2020年9月11日） - うどんを高速で打つ女子高生の父親 役
- バイプレイヤーズ 〜もしも100人の名脇役が映画を作ったら〜（2021年4月9日）- 主演・光石研（本人） 役（4人での複数主演）[115]
- 浜の朝日の嘘つきどもと（2021年9月10日） - 浜野巳喜男 役[116][117]
- 由宇子の天秤（2021年9月17日） - 木下政志 役[118]
- マイ・ダディ（2021年9月23日） - チューさん 役[119]
- おそ松さん（2022年3月25日）- 松野松造 役
- やがて海へと届く（2022年4月1日） - 楢原文徳 役[120]
- メタモルフォーゼの縁側（2022年6月17日） - 沼田 役[121][122]
- 異動辞令は音楽隊!（2022年8月26日） - 五十嵐和夫 役[123][124]
- 大阪古着日和（2023年4月21日） - 中嶋六 役
- 波紋（2023年5月26日）- 須藤修 役
- 逃げきれた夢（2023年6月9日） - 主演・末永周平 役[125]
- 光る校庭（2023年12月1日） - 藤井純一 役[126]
- 夜明けのすべて（2024年2月9日） - 栗田和夫 役[127]
- ディア・ファミリー（2024年6月14日） - 石黒英二 役[128]
- はたらく細胞（2024年12月13日）
- 私にふさわしいホテル（2024年12月27日） - ホテルの支配人 役[129][130]
- BAUS 映画から船出した映画館（2025年3月21日） - 大将 役[131]
- フロントライン（2025年6月13日） - 轟 役[132]
- でっちあげ〜殺人教師と呼ばれた男（2025年6月27日） - 段⽥重春 役[133]
- 夏の砂の上（2025年7月4日） - 持田 役[134]
- ナイトフラワー（2025年11月28日予定） - 多⽥真司 役[135]。

### 光石研・特集上映
- 「～祝宴７デイズ～」2008年5月17日 - 5月23日・渋谷ユーロスペース
  - 5月17日「博多っ子純情」
  - 5月18日「ハッシュ!」
  - 5月19日「BORDER LINE」
  - 5月20日エロス番長シリーズ「ユダ」
  - 5月21日「リハビリ刑事」・ビタミンF「なぎさホテルにて」
  - 5月22日「colors」
  - 5月23日「helpless」・「海流から遠く離れて」
- TAMA CINEMA FORUM　光石研の軌跡・永山ベルブホール（2011年11月26日）
  - 「博多っ子純情」
  - 「あぜ道のダンディ」

### オリジナルビデオ
- あんこう（1991年） - 高柳浩二 役
- 私をベッドにつれてって　ゴーストに抱かれた花嫁（1992年）- 織田雅人 役
- 北原佐和子のレディウエポン - 雌豹（1993年）
- 右向け左!自衛隊へ行こう自衛隊へ行こう（1994年）
  - 右向け左!自衛隊へ行こう2（1994年）
- 闇プロゴルファー 仕掛人列伝（1994年） - 恭介の同僚 役
  - 闇プロゴルファー2 黄金のパター（1994年） - 仙堂 役
- Would you like to ダンス?（1995年） - 警官 役
- 我が胸に凶器あり（1996年） - 吉岡 役
- 難波金融伝・ミナミの帝王劇場版8 詐欺師の運命(1996年)　-　早川　役
- 鉄砲玉、散る、ゲスは殺ったれ!（1997年） - 角田 役
- 極道一匹狼（1998年） - 五十嵐 役
- 新極道伝説 三匹の竜2（2000年） - 中西 役
- 祭（2001年）
- 録音霊（2001年）- 晃妻(プロデューサー) 役
- 全国制覇テキ屋魂（2001年）
  - 全国制覇テキ屋魂 第二幕 鰯神社と恋吹雪（2002年）
- 大脱獄（2002年）- 国安タケオ(元 石岡組組員) 役
- 極道甲子園（2003年）

### Web配信
- 探偵事務所5 ANOTHER STORY「カウントダウン」（2007年） - 橋本真 役
- 遠回りしようよ、と少年が言った（2015年） - 主演・樋口浩介 役
- 「1秒先 向かう者と ただ訪れる者」（2016年、UVERworldオリジナルフィルム企画）
- 深夜食堂シリーズ（Netflix）- 野口刑事 役
  - -Tokyo Stories-（2016年）
  - -Tokyo Stories Season 2-（2019年）
- 星屑リベンジャーズ（2018年、AbemaTVとメ〜テレの共同制作） - 渡長秀一郎 役
- 光石研の東京古着日和（2019年、Pen Onlineオリジナルドラマ）
- 息をひそめて「この町のことが好きじゃなかった」（2021年、Huluオリジナルドラマ） - 三隈雅人 役[136]
- 酒癖50（2021年、AbemaTV） - 皆川太一 役
- 星から来たあなた （2022年2月23日、全10話、Amazon Original） - 倉地斉一郎  役[137]
- 純愛ディソナンス 転調〜空白の5年間〜（2022年8月18日 - 、TVer） - 碓井賢治 役[138]
- THE DAYS（2023年6月1日、Netflix） - 村上 役[139]
- クレイジークルーズ（2023年11月16日配信、Netflix）[140][141]

### テレビ番組
- 阿修羅～天平の謎を追う～（2009年、BShi） - ナレーション
- ハナシネコ（2012年、BS日テレ） - パペットの猫の声
- コソ練スケボー部（2018年、BS朝日）
- カカ・ムラド～中村哲の信念～（2020年、テレビ西日本） - ナレーション
- 俺達のノープラン×ドライブ（2019年5月25日、2020年11月28日、2022年1月29日、福岡放送）
- かわ善い民藝 いとお菓子 ～古くて新しい暮らしのヒント～（2022年、Eテレ） - ナレーション
- おれたち北九州ホルモン隊！(2024年7月12日、NHK北九州)
- 『木梨目線！憲sunのHAWAII17』（2025年1月1日(水) 21:00～22:55　BSフジ）
- 憲武・ヒロミの新春オールスター誰がイチバン上手いんだ？最強ゴルフトーナメント（フジテレビ1月5日放送・22:00〜23:15）

### 劇場アニメ
- おしん（1984年） - 定次

### テレビアニメ
- ミチコとハッチン（2008年）- リカルド 役

### ゲーム
- LOST JUDGMENT 裁かれざる記憶（2021年）- 江原明弘 役

### ラジオドラマ
- TOKYO-FM
  - 岩井俊二プロデュース円都通信「少女毛虫」（2004年9月9日 - ） - 菅原憲司 役
- NHK-FM
  - 青春アドベンチャー
    - ｢嘘の誘惑」（1998年2月2日 - 13日）
    - ｢悪戯の楽園｣（1999年2月1日 - 12日）
    - ｢マジック・タイム｣（2000年1月31日 - 2月11日）
    - ｢カラマーゾフの森｣（2002年10月7日 - 18日）[142]
    - ｢サウンド・ドライブ｣（2003年3月3日 - 14日）[143]

  - FMシアター
    - ｢電気工事士｣（1998年9月26日、佐伯一麦｢ショート・サーキット｣より）[144]
    - ｢スマイル｣（2001年2月3日） - 純一 役[145]
    - ｢星の見えない夜に｣（2003年1月18日）[146]

KBCラジオ
- 博多っ子純情（2019年3月4日 - 5月31日） - 郷六平の叔父・四郎 役[147]
  - 博多っ子純情 Season2（2020年9月14日 - 10月30日） - 四郎 役[148]

ニッポン放送
- 百田夏菜子とラジオドラマのせかい（2021年8月6日 - 27日） - マンスリーゲスト[149]

ラジオゲスト不定期
ＴＢＳラジオ 木梨の会　6:00-7:00（2024年〜）
所ジョージ氏作詞作曲　「ミツケンサンバ」

### CD-ROM
- 朗読劇セレモニー・オブ・イノセンス グリフィンとサビーヌの不思議な文通（1999年）- 主人公・グリフィン 役

### CM
- 「東洋水産・マルちゃんHOT NOODLE」（1992年）- サッカー部・顧問 役
- 「富士通・スバル望遠鏡」（1999年）
- 「JR東日本プラットホームキャンペーン携帯編」（2000年）
- 「キリン一番搾り」（2000年）
- 「E*TRADE証券」（2000年）
- 「もののけ姫DVD博多編」（2001年）
- 「麒麟淡麗生」（ナレーション、2001年）
- 「キッコーマン」（2002年）
- 「UFJ銀行」（2002年）
- 「NTT西日本」（2003年、2004年）
- 「ケンタッキーフライドチキン・リアルクリスマス・パーティーバーレル」（2004年）
- 「JCBカード・コンシェルジュ加盟店編」（2005年）
- 「ノーリツ」（2005年）
- ジャックスカード
- 富士通電波天文研究所
- トヨタ自動車「プレミオ」（2007年）
- TOTO「sazana」（2010年）、「TOTO」（2011年 -2014年）
- サントリー
  - 「ほろよい」ナレーション（2010年）
  - ボス ボスSOT缶「宇宙人ジョーンズ・漁港」篇（2020年）[150]
  - のんある晩酌 レモンサワー ノンアルコール（2021年 -）
    - 「仲間で飲んでみた　新発売」篇
    - 「仲間で飲んでみた　夏」篇
    - 「のんある町中華」篇（WEB動画）
- 「NISHIJIN」（2011年 - ）
- 東京メトロ
  - 「TOKYO WONDERGROUND」スタート篇（2011年）
  - 「Find my Tokyo.」荻窪駅「荻窪 ハーモニーがたくさん生まれる街」篇（2019年）
- 「朝日新聞社　天声人語の1文目」（ナレーション、2012年）
- 「あうてau損害保険」（2014年 - 2015年）
- イトーヨーカドー「Kent」（2012年 - 2015年）
- NTTドコモ
  - 「dカードGOLD」（2019年）- ゼニクレージー役[151]
  - 「カンナとミナミ（カンナの場合）」篇（2019年）
  - 「スマホデビューしたら」（機種割引）篇（2020年）
- ドクターリセラ アクアヴィーナス「編集室にて」篇（2020年）[152]
- マクドナルド「月見バーガー 父」篇・「月見パイ・マックフルーリー月見 娘」篇 （2020年） [153]
- ユニクロ「感動パンツ」篇（2021年）[154]
- Moonton Technology「アカシッククロニクル～黎明の黙示録」（2021年）[155]
- キヤノンマーケティングジャパン「ITソリューション事業」（2023年7月 - ）[156]
- みずほ銀行「その人はみずほの人 相談ひろがる」篇（2024年）[157]

### PV
- 山猿「バイバイ‥」（2017年）
- 一穂ミチ「愛を適量」（2021年）
- とんねるずTheLIVE 2024　「歌謡曲」PV

ノリコママのスナック常連客役　
メガネは自前の銀座ロケ

### 舞台
- 「ドタ靴はいた青空ブギー」（1986年、自由劇場博品館公演）
- 「動物園物語」（鈴木勝秀・演出、2002年、パルコ劇場）
- 「ハイ!ミラクルズ」（近藤芳正・演出、2008年、青山円形劇場）
- 「LOVE LETTERS」（作：A.R.ガーニー、訳・演出：青井陽治、2009年、ル テアトル銀座）
- 「アンチクロックワイズ・ワンダーランド」（作・演出：長塚圭史、2010年、本多劇場）
- 「水の戯れ」（作・演出：岩松了、2014年、本多劇場）
- 「同じ夢」（作・演出：赤堀雅秋・シアタートラム、2016年2月5日～2月21日）
- M&Oplaysプロデュース「いのち知らず」（作・演出：岩松了、2021年10月22日 - 11月14日東京公演・本多劇場、11月18日宮城公演、20日 - 21日大阪公演、 23日島根公演、 25日山口公演、28日熊本公演、30日広島公演、12月4日 - 5日愛知公演） - モオリ 役[158]

## 書籍
- 西日本新聞連載「As time goes ばい!」（2021年1月25日 - 4月7日）
- 「SOUNDTRACK」（2022年2月2日、パルコ出版）
- 「リバーサイドボーイズ」（2024年5月21日、三栄書房）[159]
- WEB UEMO 光石研 ダウン試着フェス https://www.webuomo.jp/uomolist/down150-2024aw/2024-11-07-fQVNQA/

## 受賞歴
- 第16回高崎映画祭 最優秀助演男優賞（2002年） - 『EUREKA』
- 第3回TAMA映画賞 最優秀男優賞受賞（2011年） - 『あぜ道のダンディ』『毎日かあさん』『太平洋の奇跡』など
- 第37回ヨコハマ映画祭・助演男優賞（2016年） - 『お盆の弟』『恋人たち』[160]
- 第15回コンフィデンスアワード・ドラマ賞 主演男優賞（2019年） - 『デザイナー 渋井直人の休日』[161][162]
- Pen クリエイター・アワード 2019
- 令和元年度（第52回）北九州市民文化賞（2019年）[163]
- 第33回日本映画プロフェッショナル大賞 主演男優賞（2024年） - 『逃げきれた夢』[164]